# Baneswor
Baneswor (nepalski: बानेश्वर) – gaun wikas samiti we wschodniej części Nepalu w strefie Kośi w dystrykcie Sankhuwasabha. Według nepalskiego spisu powszechnego z 2001 roku liczył on 800 gospodarstw domowych i 4259 mieszkańców (2182 kobiet i 2077 mężczyzn).